# Synegia melanospila
Synegia melanospila là một loài bướm đêm trong họ Geometridae.